# Charles Naveau
Pour les articles homonymes, voir Naveau.
Charles Naveau, né le 14 juillet 1903 à Ramousies (Nord) et mort le 24 août 1981 dans la même ville, est un homme politique français.

## Biographie
Agriculteur-éleveur à Ramousies, sa ville natale, Charles Naveau s'est consacré toute sa vie à l'agriculture, depuis le certificat d'études jusqu'à son élection au Conseil de la République, où il continua à œuvrer pour la défense du monde rural,.

## Détail des fonctions et des mandats
Mandats parlementaires
- 11 mars 1973 - 2 avril 1978 : député de la 21e circonscription du Nord
- 12 mars 1967 - 30 mai 1968 : député de la 21e circonscription du Nord
- 26 avril 1959 - 26 septembre 1965 : sénateur du Nord
- 22 juillet 1948 - 26 avril 1959 : conseiller de la République

Mandats locaux
- 9 décembre 1951 - 24 août 1981 : maire de Sains-du-Nord
- 1945 - 1951 : maire de Ramousies